# Chevagny-sur-Guye
Pour les articles homonymes, voir Guye.
Chevagny-sur-Guye [ʃəvaɲi syʁ ɡi] est une commune française située dans le département de Saône-et-Loire, en région Bourgogne-Franche-Comté.

## Géographie

### Climat
Pour des articles plus généraux, voir Climat de la Bourgogne-Franche-Comté et Climat de Saône-et-Loire.
En 2010, le climat de la commune est de type climat océanique dégradé des plaines du Centre et du Nord, selon une étude du Centre national de la recherche scientifique s'appuyant sur une série de données couvrant la période 1971-2000. En 2020, Météo-France publie une typologie des climats de la France métropolitaine dans laquelle la commune est dans une zone de transition entre le climat océanique altéré et le climat océanique altéré et est dans la région climatique Centre et contreforts nord du Massif Central, caractérisée par un air sec en été et un bon ensoleillement.
Pour la période 1971-2000, la température annuelle moyenne est de 10,9 °C, avec une amplitude thermique annuelle de 17,2 °C. Le cumul annuel moyen de précipitations est de 898 mm, avec 11,7 jours de précipitations en janvier et 7,7 jours en juillet. Pour la période 1991-2020, la température moyenne annuelle observée sur la station météorologique de Météo-France la plus proche, « La Guiche », sur la commune de La Guiche à 4 km à vol d'oiseau, est de 10,9 °C et le cumul annuel moyen de précipitations est de 963,4 mm. 
La température maximale relevée sur cette station est de 39,3 °C, atteinte le 25 juillet 2019 ; la température minimale est de −19,5 °C, atteinte le 16 janvier 1985,,.
Les paramètres climatiques de la commune ont été estimés pour le milieu du siècle (2041-2070) selon différents scénarios d'émission de gaz à effet de serre à partir des nouvelles projections climatiques de référence DRIAS-2020. Ils sont consultables sur un site dédié publié par Météo-France en novembre 2022.

## Urbanisme

### Typologie
Au 1er janvier 2024, Chevagny-sur-Guye est catégorisée commune rurale à habitat très dispersé, selon la nouvelle grille communale de densité à sept niveaux définie par l'Insee en 2022.
Elle est située hors unité urbaine et hors attraction des villes,.

### Occupation des sols
L'occupation des sols de la commune, telle qu'elle ressort de la base de données européenne d’occupation biophysique des sols Corine Land Cover (CLC), est marquée par l'importance des territoires agricoles (90,3 % en 2018), une proportion identique à celle de 1990 (90,3 %). La répartition détaillée en 2018 est la suivante : prairies (77,7 %), zones agricoles hétérogènes (12,6 %), forêts (9,7 %). L'évolution de l’occupation des sols de la commune et de ses infrastructures peut être observée sur les différentes représentations cartographiques du territoire : la carte de Cassini (XVIIIe siècle), la carte d'état-major (1820-1866) et les cartes ou photos aériennes de l'IGN pour la période actuelle (1950 à aujourd'hui).

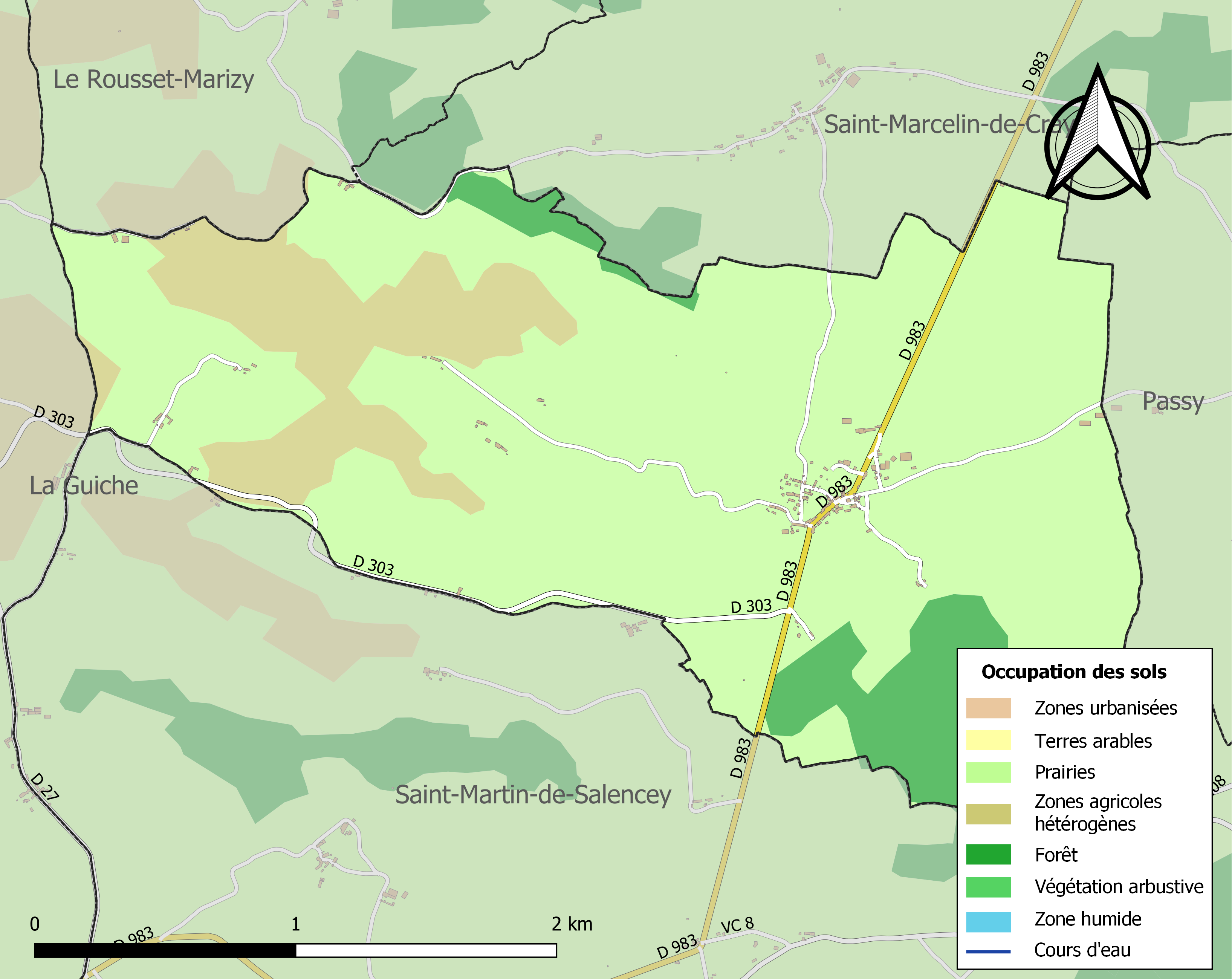
Carte des infrastructures et de l'occupation des sols de la commune en 2018 (CLC).

## Histoire
Chevagny-sur-Guye (montagne de Bois-Menu) disposa durant toute la première moitié du XIXe siècle de l'une des onze stations (ou postes télégraphiques aériens) du télégraphe Chappe implantées en Saône-et-Loire (le long de la ligne Paris-Toulon), installation mise en service en 1807 et qui cessa de fonctionner en 1853, remplacée par la télégraphie électrique.

## Politique et administration
| Période                                  | Période    | Identité            | Étiquette | Qualité                                                                                      |
| ---------------------------------------- | ---------- | ------------------- | --------- | -------------------------------------------------------------------------------------------- |
| avant 1988                               | ?          | Georges Descombes   |           |                                                                                              |
| juin 1995                                | avril 2008 | Daniel Decerle      | PS        | Exploitant agricole Conseiller général du canton de La Guiche (1998-2008) Décédé en fonction |
| avril 2008                               | mai 2020   | Marie-Odile Marbach | PS        |                                                                                              |
| mai 2020                                 | en cours   | Valérie Cheneau     |           |                                                                                              |
| Les données manquantes sont à compléter. |            |                     |           |                                                                                              |

## Démographie
L'évolution du nombre d'habitants est connue à travers les recensements de la population effectués dans la commune depuis 1793. Pour les communes de moins de 10 000 habitants, une enquête de recensement portant sur toute la population est réalisée tous les cinq ans, les populations de référence des années intermédiaires étant quant à elles estimées par interpolation ou extrapolation. Pour la commune, le premier recensement exhaustif entrant dans le cadre du nouveau dispositif a été réalisé en 2005.

En 2022, la commune comptait 51 habitants, en évolution de −31,08 % par rapport à 2016 (Saône-et-Loire : −1,06 %, France hors Mayotte : +2,11 %).
| 1793 | 1800 | 1806 | 1821 | 1831 | 1836 | 1841 | 1846 | 1851 |
| ---- | ---- | ---- | ---- | ---- | ---- | ---- | ---- | ---- |
| 243  | 271  | 263  | 297  | 318  | 324  | 303  | 323  | 320  |

| 1856 | 1861 | 1866 | 1872 | 1876 | 1881 | 1886 | 1891 | 1896 |
| ---- | ---- | ---- | ---- | ---- | ---- | ---- | ---- | ---- |
| 823  | 297  | 326  | 284  | 312  | 283  | 295  | 267  | 255  |

| 1901 | 1906 | 1911 | 1921 | 1926 | 1931 | 1936 | 1946 | 1954 |
| ---- | ---- | ---- | ---- | ---- | ---- | ---- | ---- | ---- |
| 243  | 225  | 195  | 204  | 180  | 157  | 169  | 146  | 133  |

| 1962 | 1968 | 1975 | 1982 | 1990 | 1999 | 2005 | 2006 | 2010 |
| ---- | ---- | ---- | ---- | ---- | ---- | ---- | ---- | ---- |
| 119  | 91   | 79   | 60   | 60   | 71   | 72   | 72   | 76   |

| 2015 | 2020 | 2022 | - | - | - | - | - | - |
| ---- | ---- | ---- | - | - | - | - | - | - |
| 75   | 53   | 51   | - | - | - | - | - | - |

## Économie
La commune accueille le siège des éditions Orphie, maison d'édition spécialiste de la France d'outre-mer.

## Culture locale et patrimoine

### Lieux et monuments
- L'église Saint-Antoine, anciennement dédiée à saint Sulpice, église romane dont la construction pourrait dater du XIIe siècle (de l'édifice d'origine, seule la nef romane paraît subsister, bien que transformée : le plan de l'église, remanié au XVIe siècle, donne à l'édifice un profil particulier : clocher-porche, nef unique rectangulaire suivie d’une courte travée droite en cintre brisé, puis à l'est chœur gothique à fond plat flanqué de chapelles latérales[20].

### Personnalités liées à la commune
- Jérémy Decerle (1984), agriculteur et homme politique, réside à Chevagny-sur-Guye.

## Pour approfondir